# 早稲田大学漫画研究会
早稲田大学漫画研究会（わせだだいがくまんがけんきゅうかい）は、早稲田大学の大学公認文化芸術系サークルである。略称は早大漫研。
年に2回公式機関紙『早稲田漫』を発行。
数多くの漫画家、イラストレーター、著作家、編集者等を輩出している。

## 沿革
1954年、漫画投稿家として活動していた文学部英文学科講師（当時）の三浦修を初代顧問に設立。創設メンバーは、秋山賢一、後藤ピエロ、しとうきねお、飯塚よし照、園山俊二、原徹ら30数人。ほどなくして東海林さだお、福地泡介が入部した。
1959年創刊の雑誌『週刊漫画サンデー』と関係を結び、部員の寄稿の場となった。

## 主な出身者

### 漫画家・イラストレーター
- しとうきねお
- 園山俊二
- 東海林さだお
- 福地泡介
- 弘兼憲史
- えびなみつる
- 国友やすゆき
- 安藤しげき
- 土居孝幸
- 井浦秀夫
- 大島岳詩
- ラズウェル細木
- 木原庸佐
- 関野ひかる
- やくみつる
- 星崎真紀
- カトリーヌあやこ
- さそうあきら
- モリナガ・ヨウ
- けらえいこ
- 現代洋子
- 安倍夜郎
- 日高トモキチ
- ジョルジュ・ピロシキ
- 植芝理一
- サダタロー
- 徳島早苗
- 近藤信輔

### その他
- 原徹 - 映画プロデューサー、実業家、株式会社スタジオジブリ元社長
- 堀井雄二 - ゲームデザイナー
- 山崎浩一 - コラムニスト
- 高橋信之 - 出版・映像プロデューサー
- 堀井憲一郎 - フリーライター、コラムニスト
- 吉岡平 - 小説家
- 岡村天斎 - アニメーション監督、アニメーター
- 町山智浩 - 編集者、映画評論家、コラムニスト
- 蜂巣敦 - フリーライター
- 安藤尚彦 - コンテンツプロデューサー、ゲームシナリオライター

## 関連書籍

### 著作
- 『早稲田漫32 カルナヴァル』（早稲田大学漫画研究会、1986年 ASIN B07HVN1X93）
- 『早稲田大学受験必勝合格弁当』 (講談社、1990年 ISBN 978-4063131840)
- 『早稲田画報』（清水書院、1993年 ISBN 978-4389216078）
- 『早稲田OB漫』（ぶんがく社、2010年 ISBN 978-4904096130）

### 共編著
- 『化学まんが周期表』 共著者:矢沢也夫(学習研究社、1982年 ISBN 978-4051002954)
- 『まんが日本国憲法』 共著者:坂田稔(学研プラス、1987年 ISBN 978-4051041700)
- 『まんが江戸幕府300年』 共著者:北村幹雄(学習研究社、1987年 ISBN 978-4051006228)
- 『大学受験頻出555日本史』 共著者:宇佐美正利、慶応義塾大学漫画倶楽部、田代タメカン(学習研究社、1987年 ISBN 978-4051025052)
- 『テーマ別日本史 大学受験頻出555』 共著者:滝音能之、田代タメカン、 長谷川哲也(学習研究社、1998年 ISBN 978-4053005274)